# 三日月駅

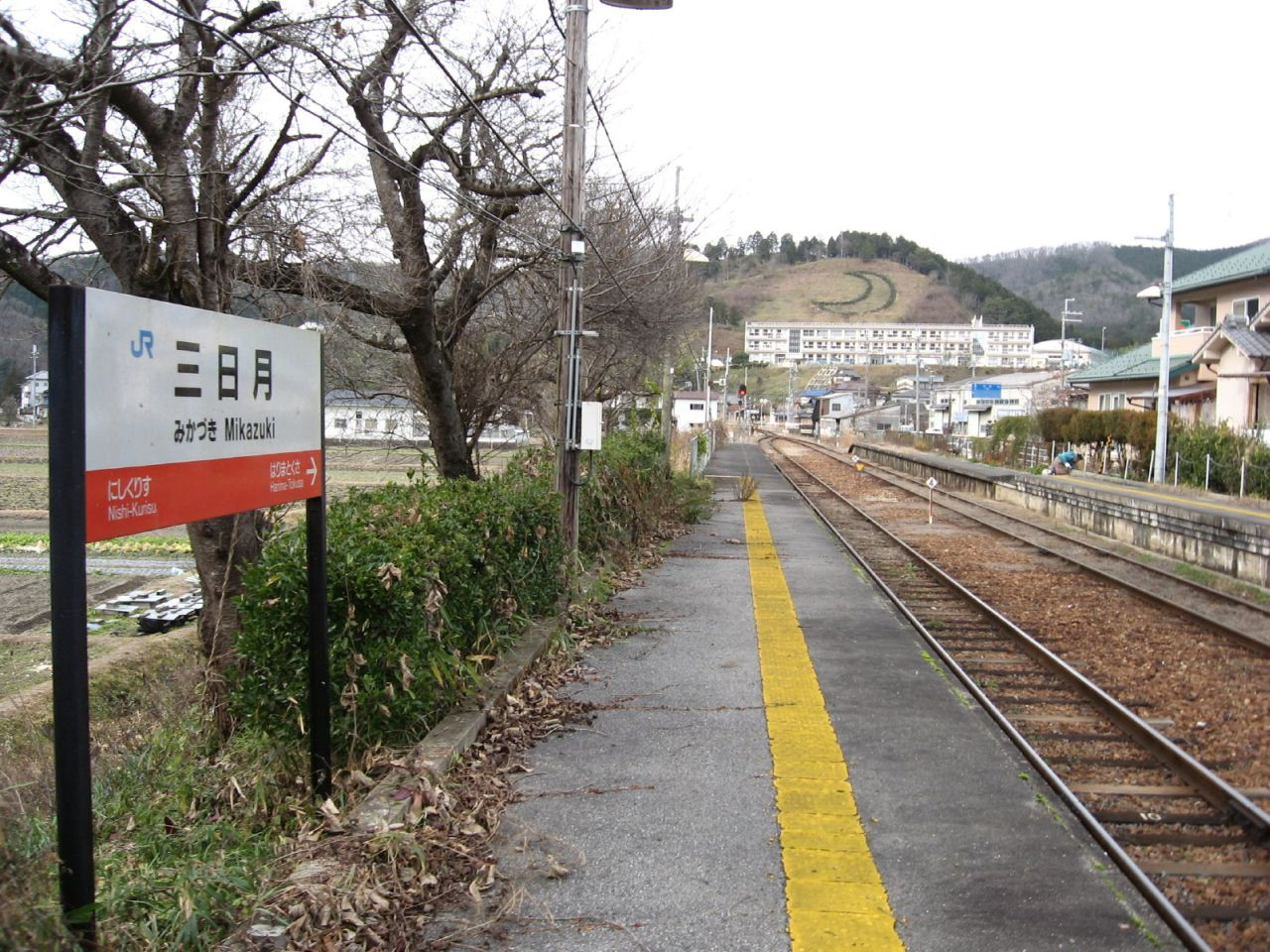
プラットホーム（2007年1月）

三日月駅（みかづきえき）は、兵庫県佐用郡佐用町三日月にある、西日本旅客鉄道（JR西日本）姫新線の駅である。

## 歴史
- 1934年（昭和9年）
  - 3月24日：鉄道省姫津線（現・姫新線）播磨新宮駅 - 当駅間延伸時に終着駅として開設[1][2][4]。
  - 11月28日：姫津西線開通に伴い、姫津線が姫津東線に改称、当駅もその所属となる。
- 1935年（昭和10年）7月30日：姫津東線当駅 - 佐用駅間延伸、途中駅となる。
- 1936年（昭和11年）
  - 4月8日：姫路駅 - 当駅 - 東津山駅間全通。姫津東線が姫津線の一部となり、当駅もその所属となる。
  - 10月10日：姫津線が姫新線の一部となり、当駅もその所属となる。
- 1962年（昭和37年）4月1日：貨物取扱廃止[4]。
- 1971年（昭和46年）3月1日：荷物扱い廃止[4]。
- 1986年（昭和61年）11月1日：無人駅化[5]。
- 1987年（昭和62年）4月1日：国鉄分割民営化に伴い、西日本旅客鉄道（JR西日本）の駅となる[4]。
- 2003年（平成14年）3月1日：木造駅舎改築[1][2]。
- 2019年（令和元年）10月1日：乗車券委託販売（簡易委託）受託解除[3]、終日無人駅化[3]。

## 駅構造
相対式ホーム2面2線を有する列車交換可能な地上駅。2003年に改築された駅舎は三日月交流センターと併設で、屋根には駅名となっている三日月のシンボルが掲げられている。駅舎は姫路方面行ホーム側にあり、両ホームは姫路寄りにある構内踏切で連絡している。

### のりば
| のりば | 路線   | 方向 | 行先     |
| ------ | ------ | ---- | -------- |
| 1      | 姫新線 | 下り | 佐用方面 |
| 2      | 姫新線 | 上り | 姫路方面 |

- のりば番号標は存在しないが、自動放送では上記のように案内されている。駅舎側が2番のりばである。

## 利用状況
2021年（令和3年）度の1日平均乗車人員は87人である 。
近年の1日平均乗車人員の推移は以下の通り。
| 乗車人員推移 | 乗車人員推移 |
| 年度         | 1日平均人数  |
| ------------ | ------------ |
| 2000         | 233          |
| 2001         | 181          |
| 2002         | 163          |
| 2003         | 159          |
| 2004         | 138          |
| 2005         | 137          |
| 2006         | 129          |
| 2007         | 134          |
| 2008         | 132          |
| 2009         | 134          |
| 2010         | 135          |
| 2011         | 136          |
| 2012         | 120          |
| 2013         | 128          |
| 2014         | 107          |
| 2015         | 103          |
| 2016         | 112          |
| 2017         | 124          |
| 2018         | 140          |
| 2019         | 125          |
| 2020         | 99           |
| 2021         | 87           |

## 駅周辺
2005年まで存在した旧三日月町中心部にあり、駅周辺には旧役場である三日月支所等がある。
- 佐用町役場 三日月支所[1][2]
- 三日月陣屋[1]
- 武家屋敷[1]
- 三日月郵便局
- 三方里山公園（演武場跡）
- 兵庫西農業協同組合（JA兵庫西）三日月支店[1]
- 国道179号
- 兵庫県道154号千種新宮線
- 兵庫県道226号三日月停車場線
- 志文川
- 本郷川
- 佐用町立三日月小学校

## 隣の駅
西日本旅客鉄道（JR西日本）
 姫新線
西栗栖駅 - 三日月駅 - 播磨徳久駅